# جک فینچ (بازیکن فوتبال، زاده ۱۹۰۹)
جک فینچ (انگلیسی: Jack Finch; ۳ فوریهٔ ۱۹۰۹ – ۱۵ نوامبر ۱۹۹۳) بازیکن فوتبال اهل بریتانیا بود.
از باشگاه‌هایی که در آن بازی کرده‌است می‌توان به باشگاه فوتبال کریستال پالاس، باشگاه فوتبال کولچستر یونایتد، باشگاه فوتبال فولام، و باشگاه فوتبال برنتفورد اشاره کرد.